# Bitka kod Termopila (191. pr. Kr.)
Bitka kod Termopila je vođena 24. travnja 191. pr. Kr. tijekom Rimsko-seleukidskog rata između snaga Rimske Republike predvođene konzulom Manijem Acilijem Glabrionom i seleukidsko-etolijskih snaga predvođenih Antiohom III. Velikim.
Kada se glavnina zaraćenih snaga sukobila u Termopilskom prolazu, Seleukidi su se uspjeli održati, odbivši brojne rimske napade. Međutim, mali rimski kontigenti pod Markom Porcijem Katonom zaobišli su preko brda glavninu Seleukidskih snaga i napali je s padine, porazivši prije toga etolijsku posadu u tvrđi Kalidrom. Među seleukidskim snagama nastala je panika i nered, što se završilo njihovim uništenjem. Antioh je uspio pobjeći s bojnog polja sa svojom konjicom, napustivši uzbrzo kopnenu Grčku. 